# Alfredo Ruiz del Río
Alfredo Ruiz del Río (24 de abril de 1914 - 23 de julio de 2012), conocido también como "El Profe" Ruiz del Río, fue un periodista mexicano pionero en la radiodifusión y la televisión en México. Decano en las noticias de espectáculos (inició su carrera en el periodismo en 1933), ocupó cargos de dirección en varias radiotransmisoras nacionales, entre otras la XEB y la XEW, en El Universal y La Prensa. Fue productor y director de los noticieros artísticos Candilejas, Gaceta del Aire y Reporte Metropolitano, transmitidos en los canales 2, 4 y 5 del la empresa Telesistema Mexicano, Televisa, en el Canal 13, en el programa Nostalgia al lado de Jorge Saldaña, durante 17 años, y en la Secretaria de Gobernación (RTC) durante el sexenio del presidente Miguel de la Madrid Hurtado. Fue fundador y presidente de la Asociación Mexicana de Periodistas de Radio y Televisión (AMPRyT) y de la Sociedad de Bellas Artes, de las cuales también fue fundador. Recibió numerosos reconocimientos por su labor en prensa, radio y televisión.

## Radio
Descripción  cronológica de sus actividades y logros:
- 1933 - Director de Programación en la XEB
- 1934 - Director Artístico en la XEP
- 1944 - Ingreso al elenco artístico en la XEFO
- 1944 - Producción y participación como actor, en el Núcleo Radio Mil,[2] de las series Estampas de Sánchez Filmador, Las legendarias calles de la Nueva España y la serie policiaca Las aventuras de Chucho Cárdenas, en la que encarnó el papel protagónico.
- 1945 - Director de programas en la XEB, donde continuó con la serie Las aventuras de Chucho Cárdenas.
- 1962 - Inicia la serie "Los que se fueron", que se transmitió por la XEX durante 10 años.
- 1981 - Transmisión de la serie Recordando por la XEW[3]
- 1994 - Transmisión de la serie Música de vidrio, Ritmo de cristal por la frecuencia Dimensión 180
- 1997 - Colaborador del programa Revista de Opinión, que se transmitió de lunes a viernes por la XEB.
- 2003 - Dirección y conducción de la serie Hablemos de recuerdos, transmitida por la XEB.

## Televisión
- 1949 - Director de programas de XHGC Canal 5
- 1955 - Inicia el noticiero artístico Candilejas, transmitido por el XEW-TV Canal 2.
- 1954 - Inicia las revistas Gaceta del Aire y Mosaico Fílmico, transmitidas por XHTV-TV Canal 4.
- 1955 - Dirige el programa Club de Media Tarde, que se transmitió de lunes a viernes por XEW-TV Canal 2.
- 1971 - Inicia, al lado de Jorge Saldaña, el programa Nostalgia, que se mantuvo al aire 17 años. El tema del programa fue la melodía "Recordar", y se transmitió por XHDF-TV Canal 13.

## Periodismo
- 1936: Ingresa al periodismo en febrero, en el semanario La Idea Nueva.
- 1937: Revistas: México al Día, Diversiones, Esfuerzo, Radiolandia y Oiga.
- 1945: Ingresa al diarismo en el vespertino La Noche.
- 1953: Funda la sección de espectáculos en el diario Ovaciones con información de radio y televisión.
- 1954: Funda la sección de espectáculos en el diario "El Universal"[3] con información de radio y televisión.
- 1962: Funda la sección de espectáculos y escribe la columna "Apantallando" en el diario La Prensa.[4]

## Gobierno
- 1985: Es nombrado Director de Prensa y Difusión de la Dirección General de Radio, Television y Cinematografía de la Secretaria de Gobernación.[5]

## Libros escritos
- 1937: VOCES DE VANGUARDIA
- 1938: ESTAMPAS LITERARIAS
- 1962: APUNTES PARA LA HISTORIA DE LA RADIO Y TELEVISION DE MEXICO

## Música
- 1933: Letra y Música del Tango "Buscando Amor" interpretado por Carlos Nava

## Actividades
- 1938: Funda la SOCIEDAD MEXICANA DE BELLAS ARTES
- 1953: Funda la[6] ASOCIACION MEXICANA DE PERIODISTAS DE RADIO Y TELEVISION, AMPRyT[7] con Jacobo Zabludovsky y Ramon Inclàn
- 1962: Ingresa como Miembro Numerario de la Sociedad Mexicana de Geografía y Estadística
- 1968: Funda y dirige la oficina de prensa de la sociedad de Autores y Compositores de Música
- 1979: Ingresa como Miembro activo al Club de Periodistas CLUB PRIMERA PLANA